# Stazione di Casteggio
Stazione di Casteggio vasútállomás Olaszországban, Lombardia régióban, Casteggio településen.

## Vasútvonalak
Az állomást az alábbi vasútvonalak érintik:
- Alessandria–Piacenza-vasútvonal

## Kapcsolódó állomások
A vasútállomáshoz az alábbi állomások vannak a legközelebb:
- Stazione di Voghera
- Stazione di Santa Giuletta